# Cryptonanus
Cryptonanus är ett släkte av pungråttor som förekommer i centrala Sydamerika.

## Beskrivning
Arterna är små pungråttor med en vikt mellan 15 och 40 gram. Pälsen har inga mönster och är rödbrun till gråbrun på ovansidan samt grå till vitaktig på buken. Täckhåren är bara delvis utvecklade. Kring ögonen finns en mörk ring. På framfoten är tredje och fjärde tån längre än andra och femte tån. Honor saknar pung (Marsupium) och har 9 till 15 spenar. Svansens känns naken för det oövade ögat men varje segment har tre korta hår. Arterna skiljer sig främst i skallens och tändernas konstruktion från släktet Gracilinanus (se nedan).

## Taxonomi och utbredning
De första arterna som numera listas i släktet Cryptonanus beskrevs 1931 av George Henry Hamilton Tate. Han beskrev Marmosa microtarsus guahybae (nu Cryptonanus guahybae) som en underart till Marmosa microtarsus (nu Gracilinanus microtarsus) och Marmosa agilis chacoensis (nu Cryptonanus chacoensis) som en underart till Marmosa agilis (nu Gracilinanus agilis) samt Marmosa unduaviensis (nu Cryptonanus unduaviensis) som en självständig art. 1943 beskrevs Marmosa agricolai (nu Cryptonanus agricolai) av A. Gardner. Dessa fyra arter och några andra arter flyttades 1989 från släktet Marmosa till släktet Gracilinanus. Den femte arten som numera listas i släktet Cryptonanus är Gracilinanus ignitus (nu Cryptonanus ignitus) som beskrevs 2002.
I en avhandling från 2004 noterade Voss et. al. att arterna troligen utgör ett eget släkte. Flytten utfördes ett år senare efter en fylogenetisk analys. Det vetenskapliga namnet, Cryptonanus, är sammansatt av de klassisk grekiska orden κρυπτος kryptos (gömd) och νανος nanos (dvärg). Det syftar på arternas position i systematiken som så länge var oklar (gömd) för zoologerna samt på arternas ringa storlek.
Voss et. al. listar fortfarande fem arter i släktet trots att de bara hittade ett fåtal avvikelser mellan dem. ytterligare forskning behövs.
- Cryptonanus agricolai lever i östra Brasilien (delstaterna Ceará, Goiás och Minas Gerais).
- Cryptonanus chacoensis hittas i sydöstra Bolivia, Paraguay, nordöstra Argentina och Uruguay.
- Cryptonanus guahybae förekommer vid kusten av delstaten Rio Grande do Sul (Brasilien).
- Cryptonanus ignitus är utdöd[6] och levde i provinsen Jujuy (Argentina).
- Cryptonanus unduaviensis finns i norra och östra Bolivia.